# 886 a.C.
L'886 a.C. (DCCCLXXXVI a.C. in numeri romani) è un anno  del IX secolo a.C.

## Morti
- Baasha